# Bridas Corporation

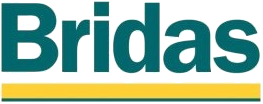
Logotipo da Bridas Corporation

Bridas Corporation é uma companhia petrolífera privada, sediada em Buenos Aires, Argentina, é propriedade desde 2010 da China National Offshore Oil Corporation.

## História
A companhia foi estabelecida em 1948, pela família Bulgheroni.